# Марк Клавдий Марцелл (эдил 91 года до н. э.)
Марк Кла́вдий Марце́лл (лат. Marcus Claudius Marcellus; умер после 70 года до н. э.) — римский политический деятель из плебейской ветви рода Клавдиев, курульный эдил 91 года до н. э., позже, предположительно, претор (дата неизвестна). Друг Луция Лициния Красса.

## Происхождение
Марцелл принадлежал к плебейской ветви Клавдиев, которая, по предположениям историков, изначально находилась в тесной связи с Клавдиями-патрициями. Отец Марка, носивший тот же преномен, известен только по имени; дед, ещё один Марк, был трёхкратным консулом (в 166, 155 и 152 годах). У Марка-внука был младший брат, Гай, претор 80 года до н. э.

## Биография
Сохранилось только несколько упоминаний Марка Клавдия в источниках. В частности, благодаря трактату Марка Туллия Цицерона «Об ораторе» известно, что этот Марцелл был другом Луция Лициния Красса — выдающегося оратора, консула 95 года до н. э. Он сопровождал Красса в его поездке на Восток во время квестуры, датируемой предположительно 109 годом до н. э. Во время пребывания в Афинах Марк Клавдий, тогда ещё очень молодой человек, убедил Луция Лициния высказать местным интеллектуалам своё мнение относительно «разделения философов и ораторов».
В 91 году до н. э. Марцелл занимал должность курульного эдила. Именно тогда происходит действие диалога «Об ораторе»; один из его главных героев, Луций Лициний Красс, говорит, что Марк Клавдий обязательно принял бы участие в беседе, если бы не был занят организацией общественных игр: он и во времена поездки на Восток «при всей своей молодости был чрезвычайно предан таким занятиям».
Предположительно, одним лицом с эдилом 91 года до н. э. является Марк Марцелл, которого Цицерон упоминает в своих речах против Верреса. В 74 году до н. э. этот нобиль, опекун несовершеннолетнего сироты Публия Юния, пытался помешать Верресу, занимавшему тогда пост городского претора, лишить его подопечного отцовского имущества; при этом Марк продемонстрировал «чувство долга и нравственную доблесть», но, всё-таки, потерпел поражение. В 70 году до н. э., когда Цицерон привлёк Верреса к суду, Марцелл был ещё жив.
Наконец, имя Марка Клавдия фигурирует в сенатском постановлении относительно жителей Оропа, датированном 73 годом до н. э. Марцелл упоминается первым из членов совета при консулах, и это может означать, что он на тот момент был претором либо преторием (бывшим претором).

## Потомки
У Марка Клавдия было двое сыновей. Старший, получивший тот же преномен, был консулом в 51 году до н. э., а младший, Гай, занимал эту должность двумя годами позже.